# البینی-سور-سون
البیگنی-سو-ساون (به فرانسوی: Albigny-sur-Saône) یک کامین در فرانسه است که در Canton of Neuville-sur-Saône واقع شده‌است.

## خصوصیات
البیگنی-سو-ساون ۲٫۵۷ کیلومترمربع مساحت و ۲٬۷۶۰ نفر جمعیت دارد و ۱۷۵ متر بالاتر از سطح دریا واقع شده‌است.